# Daniel Boccar
Daniel Boccar (Liegi, 18 settembre 1960) è un allenatore di calcio belga.

## Carriera
Nella stagione 1994-1995 ha allenato il RFC Liegi, con cui è arrivato diciottesimo (ed ultimo) nella prima divisione belga, retrocedendo in seconda divisione.
Dal 21 ottobre 1997 al 31 marzo 1998 ha allenato lo Standard Liegi nella prima divisione belga; in seguito ha anche allenato lo Sprimont Comblain, formazione delle serie minori belghe; in seguito è tornato allo Standard Liegi per allenare nelle giovanili, ricoprendo questo ruolo fino al 2 giugno 2005. Nella stagione 2005-2006 ha allenato i lussemburghesi del Wiltz 71, con cui è arrivato quinto in classifica nella prima divisione locale; è poi stato riconfermato anche per la stagione 2006-2007, venendo però esonerato il 1º novembre 2006.
In seguito nella stagione 2007-2008 ha allenato il Tilleur, mentre dal gennaio 2008 al 16 dicembre 2009 ha allenato il Montegnée, nelle serie minori belghe. Dal 2010 al 2013 ha allenato l'Amay, formazione militante nel massimo livello regionale del campionato belga.